# Sherman Chung
Sherman Chung Shu-man, (en chino: 钟 舒 漫; 钟 舒曼 nacida el 20 de junio de 1984) es un cantante cantopop de Hong Kong. Comenzó su carrera después de ganar en un Concurso de Canto llamado "EEG 2005" (también conocido como "New Talent Singing Awards Hong Kong Regional Finals"). En 2006, se sometió a una serie de cursos intensivos y lanzó su primer sencillo titulado ""The Throes of Master" o "La agonía de la Maestra" (高手 过招) en 2007.

## Discografía
- Good Girl? (乖女仔) (2007-07-26)
- Castle (2008-03-20)
- Thunder Party (2008-11-26)
- A Letter to Myself (給自己的信) (2009-10-02)
- One Mission (2010-07-29)
- It's A Beautiful Day (2011-04-11)
- I Can (2012-03-02) (Debut Mandarin Album)
- SC (2012-07-25)

## Películas
- 2008 - Love Is Elsewhere (愛情萬歲)[1][2]
- 2008 - Beast Stalker (証人)[1][2]
- 2010 - 72 Tenants of Prosperity[1][2]
- 2010 - The Stool Pigeon[1][2]
- 2011 - Summer Love Love
- 2011 - Lan Kwai Fong
- 2011 - Life without Principle
- 2012 - Hold My Love

## Premios
- 2005 - EEG Singing Contest (Winner) - Golden Mic Award